# Station Basse-Wavre
Station Basse-Wavre is een spoorwegstation langs spoorlijn 139 (Leuven - Ottignies) in Basse-Wavre in de stad Waver. Het is nu een stopplaats.

## Treindienst
| Serie | Treinsoort | Route                                    | Bijzonderheden |
| ----- | ---------- | ---------------------------------------- | -------------- |
| S 20  | GEN (NMBS) | Leuven – Basse-Wavre – Waver – Ottignies |                |

## Reizigerstellingen
De grafiek en tabel geven het gemiddeld aantal instappende reizigers weer op een week-, zater- en zondag.
| Tabel: aantal instappende reizigers station Basse-Wavre | Tabel: aantal instappende reizigers station Basse-Wavre | Tabel: aantal instappende reizigers station Basse-Wavre | Tabel: aantal instappende reizigers station Basse-Wavre |
|                                                         | Weekdag                                                 | Zaterdag                                                | Zondag                                                  |
| ------------------------------------------------------- | ------------------------------------------------------- | ------------------------------------------------------- | ------------------------------------------------------- |
| 1977                                                    | 271                                                     | 39                                                      | 15                                                      |
| 1978                                                    | 373                                                     | 49                                                      | 21                                                      |
| 1979                                                    | 374                                                     | 32                                                      | 16                                                      |
| 1980                                                    | 354                                                     | 36                                                      | 17                                                      |
| 1981                                                    | 317                                                     | 34                                                      | 13                                                      |
| 1982                                                    | 386                                                     | 37                                                      | 13                                                      |
| 1983                                                    | 418                                                     | 30                                                      | 11                                                      |
| 1984                                                    | 451                                                     | 29                                                      | 23                                                      |
| 1985                                                    | 399                                                     | 27                                                      | 23                                                      |
| 1986                                                    | 187                                                     | 30                                                      | 23                                                      |
| 1987                                                    | 427                                                     | 50                                                      | 37                                                      |
| 1988                                                    | 363                                                     | 58                                                      | 36                                                      |
| 1989                                                    | 315                                                     | 43                                                      | 43                                                      |
| 1990                                                    | 221                                                     | 51                                                      | 51                                                      |
| 1991                                                    | 303                                                     | 44                                                      | 33                                                      |
| 1992                                                    | 459                                                     | 37                                                      | 29                                                      |
| 1993                                                    | 348                                                     | 34                                                      | 48                                                      |
| 1994                                                    | 377                                                     | 65                                                      | 35                                                      |
| 1995                                                    | 299                                                     | 39                                                      | 25                                                      |
| 1996                                                    | 380                                                     | 62                                                      | 25                                                      |
| 1997                                                    | 333                                                     | 62                                                      | 42                                                      |
| 1998                                                    | 351                                                     | 36                                                      | 27                                                      |
| 1999                                                    | 208                                                     | 48                                                      | 30                                                      |
| 2000                                                    | 244                                                     | 40                                                      | 36                                                      |
| 2001                                                    | 263                                                     | 25                                                      | 24                                                      |
| 2002                                                    | 328                                                     | 14                                                      | 20                                                      |
| 2003                                                    | 329                                                     | 47                                                      | 23                                                      |
| 2004                                                    | 399                                                     | 32                                                      | 16                                                      |
| 2005                                                    | 345                                                     | 69                                                      | 48                                                      |
| 2006                                                    | 432                                                     | 78                                                      | 50                                                      |
| 2007                                                    | 432                                                     | 82                                                      | 45                                                      |
| 2008                                                    | -                                                       | -                                                       | -                                                       |
| 2009                                                    | 406                                                     | 84                                                      | 63                                                      |
| 2010                                                    | -                                                       | -                                                       | -                                                       |
| 2011                                                    | -                                                       | -                                                       | -                                                       |
| 2012                                                    | 381                                                     | 47                                                      | 51                                                      |
| 2013                                                    | 451                                                     | 80                                                      | 51                                                      |
| 2014                                                    | 417                                                     | 76                                                      | 45                                                      |
| 2015                                                    | 465                                                     | 62                                                      | 44                                                      |
| 2016                                                    | 407                                                     | 63                                                      | 71                                                      |
| 2017                                                    | 539                                                     | 97                                                      | 65                                                      |
| 2018                                                    | 461                                                     | 70                                                      | 52                                                      |
| 2019                                                    | 434                                                     | 31                                                      | 33                                                      |
| 2020                                                    | 370                                                     | 67                                                      | 53                                                      |
| 2021                                                    | -                                                       | -                                                       | -                                                       |
| 2022                                                    | 513                                                     | 98                                                      | 111                                                     |
| 2023                                                    | 478                                                     | 137                                                     | 108                                                     |
| 2024                                                    | 458                                                     | 94                                                      | 94                                                      |

0,0: Leuven ·
3,0: Heverlee ·
8,4: Oud-Heverlee ·
10,8: Zoetwater ·
12,0: Sint-Joris-Weert ·
14,5: Pécrot ·
16,9: Florival ·
18,0: Eerken ·
20,0: Gastuche ·
21,9: Basse-Wavre ·
24,0: Wavre ·
25,1: Bierges-Walibi ·
26,8: Limal ·
29,0: Ottignies